# El primer sexo
Le Premier Sexe es un libro escrito por Éric Zemmour. Fue publicado en 2006 por Editions Denoël en la colección “Indigne”.
Su título es un ataque a los principios del libro de Simone de Beauvoir titulado El segundo sexo.
Suscitó polémica y fue contestado, especialmente durante el espectáculo Tout le monde en parle del 18 de marzo de 2006 presentado por Thierry Ardisson, donde Zemmour se encontró frente a la política y periodista feminista Clémentine Autain.

## Temas
El autor analiza lo que considera la “feminización” de la sociedad, o más bien su “desvirilización”. Apoyándose en ejemplos literarios, mediáticos, políticos, deportivos o incluso de moda, el autor intenta denunciar la transición de una sociedad patriarcal tradicional a una sociedad moderna que se ha feminizado. El autor también examina todas las consecuencias económicas y sociales que esta feminización habría tenido en la sociedad francesa. A continuación, el autor establece los vínculos de esta situación con las últimas generaciones de inmigrantes.
La ensayista Fiammetta Venner considera que el libro está "muy claramente inspirado" en ¿Hacia la feminización? por Alain Soral. Éric Zemmour afirma que aún no había leído este libro antes de publicar Le Premier Sexe.
Para la ensayista Natacha Polony, es un libro en el que Eric Zemmour «quería ser provocativo y sólo era caricaturizado». Ve en él «una apología de los "valores masculinos", impulsos guerreros y violentos, donjuanismo barato... que a él le encantaría encarnar». Considera que «las revistas femeninas, ofendidas por este mal folleto, se las han ingeniado además para demostrar que tiene razón” sobre la esencialización de los valores masculinos.»
Este trabajo, que sin embargo es su séptimo libro, marca para algunos el comienzo del auge mediático de Eric Zemmour.

## Ventas
Le Premier Sexe ha vendido más de 100.000 copias  .

## Ediciones
- 2006 : , Paris, Denoël, coll. « Indigne », 2006, 133 p. (ISBN 978-2-207-25744-9 et 2-207-25744-4)
- 2009 : , Paris, J'ai lu, coll. « À contre courant » (no 8882), 122 p. (ISBN 978-2-290-01432-5) : edición aumentada
- 2019 : , España, Homo Legens «Colección Roma» 173p. (ISBN 978-84-17407-62-9)

- Datos: Q3225876